# Women's Circus
Women's Circus es una organización feminista sin fines de lucro australiana, fundada en 1991, que ofrece formación en circo y proyectos artísticos sociales para mujeres, personas trans y no binarias en la región occidental de Melbourne. Es una organización pionera en el desarrollo del circo social.

## Trayectoria
Se fundó en 1991, como una iniciativa del Footscray Community Arts Center, para ofrecer proyectos de formación y actuación, inicialmente dirigidos a mujeres víctimas de violencia sexual y doméstica. Las mujeres reconocidas como fundadoras incluyen a la artista de teatro, Donna Jackson, directora; Sally Forth, formadora y Elizabeth Walsh, directora del Footscray Community Arts Center. Su creación se inspiró en el trabajo de Wimmin's Circus, el primer circo de mujeres de Australia establecido en Melbourne, que funcionó entre 1978 y 1981, y que en sus inicios, contó con el apoyo y acceso a las instalaciones del Circus Oz. La feminista Jean Taylor, que se unió al Women's Circus en 1991, fundó también, el Performing Older Women's Circus en 1995, dirigido a mujeres de más de 40 años.
El Women's Circus realizó una gira por Beijing en 1995 como parte de la Conferencia de las Naciones Unidas sobre la Mujer, y actuó y dirigió talleres en Francia durante 2012. 
En 2006, la organización se instaló en The Footscray Drill Hall, un edificio construido en 1914 para entrenamiento militar de soldados durante la Primera Guerra Mundial, y recibe el apoyo del Ayuntamiento de Maribyrnong.
Los programas de formación se centran en el potencial físico e imaginativo del cuerpo humano, la autoconciencia y la autoestima. Cuenta con un historial de producciones originales con temas sociales, educativos y de salud relacionados con la vida de las mujeres y la relación con la comunidad. Además de los programas de formación intermedia y avanzada, también ofrece programas para personas que no tienen experiencia en formación circense y promueven la inclusión y la diversidad de sus miembros y artistas. Para poder formar parte de los diferentes programas y usar sus instalaciones se debe pagar una membresía.
En 2016 con motivo de su 25º aniversario, estrenaron The Penelopiad, una adaptación de la obra de Margaret Atwood y realizaron la exposición interactiva Stories in Motion para mostrar fotografías, escritos y recuerdos.
Tras haber iniciado en 2014, el trabajo con mujeres con discapacidad,en 2020 crearon "Inclusive Ensemble" un colectivo de ocho artistas de circo formado por madres, discapacitados, sordos, mayores, jóvenes profesionales y personas queer, que cuenta con el apoyo de un equipo creativo, cuidadores de niños y personal de soporte, y está inspirada en compañías como: Weave Movement Theatre, Back to Back, Rawcus y Extraordinary Bodies del Reino Unido. En 2022, estrenaron Momentum, un espectáculo promovido por el Arts Centre Melbourne y el Metro Tunnel Creative Program para el Alter State, un festival que mezcla la discapacidad con el arte contemporáneo en actuaciones en directo con artistas australianos y de Nueva Zelanda.
Durante su trayectoria, cuentan con más de 30 producciones y sus miembros, provenientes de diferentes entornos y orígenes, tienen edades entre los 15 y los 60 años.
Es reconocida como una de las instituciones referentes de circo femenino en Australia a la par de Vulcana Circus.

## Obra

#### Espectáculos
- 1991 - Women and Institutions
- 1992 - Women and Work
- 1993 - Women and Sport
- 1994 - Death, The Musical
- 1995 - Leaping the Wire
- 1997 - Pope Joan
- 1998 - Swimming with Sharks
- 1998 - Soles of Our Feet
- 1999 - Night Flying
- 1999 - Lilith
- 2000 - The Island
- 2001 - Secrets
- 2003 - Ghosts
- 2003 - Auditorium
- 2004 - Sacred
- 2005 - Maribyrnong Pool Opening Show
- 2005 - Daddy
- 2006 - A Plane Without Wings is a Rocket
- 2007 - Antechamber
- 2008 - Here, Where We’ve Always Been[18]
- 2009 - Herstory
- 2010 - Betty
- 2010 - Quite Contrary
- 2010 - Melbourne City Baths Show
- 2011 - Snakes and Ladders
- 2011 - Ladies Prefer Brunettes
- 2012 - Red Hot Flush
- 2012 - Leggings are Not Pants
- 2012 - Out of the Box
- 2013 - Soar
- 2013 - What Do I Want?
- 2016 -The Penelopiad[19]
- 2017 - Night Circus
- 2017 - Fluidity
- 2019 - The Drill[11]
- 2022 - Momentum[14]

#### Publicaciones
- 1997 - Women's Circus: Leaping Off the Edge. ISBN 9781875559558.[6]

## Reconocimientos
En 2001 se estrenó el documental Leaping Off The Edge, que cuenta la historia de Women's Circus hasta ese momento. Dirigido por Pat Fiske y Nicolette Freeman y con una duración de 26 minutos.
Durante su andadura ha ganado varios Green Room Awards, uno de los premios más importantes del sector de las artes escénicas en Melbourne. También ha recibido nominaciones y resultado ganador de un premio a la Innovación en el Festival Fringe de Melbourne.